# 62 Armia (ZSRR)
62 Armia (ros. 62-я армия) – związek operacyjny Armii Czerwonej z czasów  II wojny światowej. Dowodzony przez gen. Czujkowa powstrzymał niemieckie natarcie pod Stalingradem.

## Działania
Powstała 10 lipca 1942 roku na bazie 7 Armii Rezerwowej. W składzie Frontu Stalingradzkiego, a następnie Frontu Dońskiego. Armia dowodzona przez gen. Czujkowa uczestniczyła w bitwie stalingradzkiej. Ponosła ogromne straty, ale razem z 64 Armią powstrzymała niemieckie natarcie i obroniła Stalingrad. Podczas bitwy stalingradzkiej kobiece obsługi dział przeciwlotniczych prowadziły ogień do niemieckich samolotów, a pododdziały łączności w 62 Armii składały się głównie z kobiet.
16 kwietnia 1943 roku przeformowana w 8 Armię Gwardii.

## Dowódcy
- gen. mjr Władimir Kołpakczi (10.07 — 2.08.1942)
- gen. por. Anton Łopatin (3.08 - 5.09.1942)
- gen. mjr Nikołaj Kryłow (5.09 - 12.09.1942)
- gen. por. Wasilij Czujkow (12.09.1942 — 16.04.1943)